# Casa dello studente
La casa dello studente, in Italia, è una struttura edilizia dedicata all'accoglienza degli studenti universitari.
Sono gestite dalle regioni italiane tramite appositi enti per il diritto allo studio e talvolta finanziate con contributi regionali e del Fondo Sociale Europeo, al fine di garantire  agli studenti universitari più meritevoli, che studiano in località distanti dai paesi o dalle città in cui risiedono, la possibilità di ottenere un alloggio gratuito per uno o diversi anni accademici. L'ottenimento di questo privilegio è subordinato a dei requisiti riferiti al reddito e al numero dei componenti del nucleo familiare dello studente e alla distanza del proprio paese o città di residenza dalla sede universitaria frequentata.
L'Ente procede alle assegnazioni dopo aver preso atto di questi tre parametri (reddito del nucleo familiare, componenti del nucleo familiare e distanza dal proprio paese dell'Università): allo scopo, stila una graduatoria provvisoria delle domande inoltrate prima dell'inizio dell'anno accademico, e ammette gli studenti, utilmente piazzati, ad alloggiare nelle varie stanze sulla base dei posti disponibili nella casa.